# Corbeilles
Corbeilles – miejscowość i gmina we Francji, w Regionie Centralnym, w departamencie Loiret.
Według danych na rok 1990 gminę zamieszkiwały 1452 osoby, a gęstość zaludnienia wynosiła 45 osób/km² (wśród 1842 gmin Regionu Centralnego Corbeilles plasuje się na 271. miejscu pod względem liczby ludności, natomiast pod względem powierzchni na miejscu 302.).